# ایوری-سور-سن
شهر ایوری-سور-سن (به فرانسوی: Ivry-sur-Seine) در شهرستان ول دو مرن در ناحیه ایل-دو-فرانس با جمعیت ۵۵٬۶۰۸ نفر در کشور فرانسه واقع شده‌است

## نگارخانه

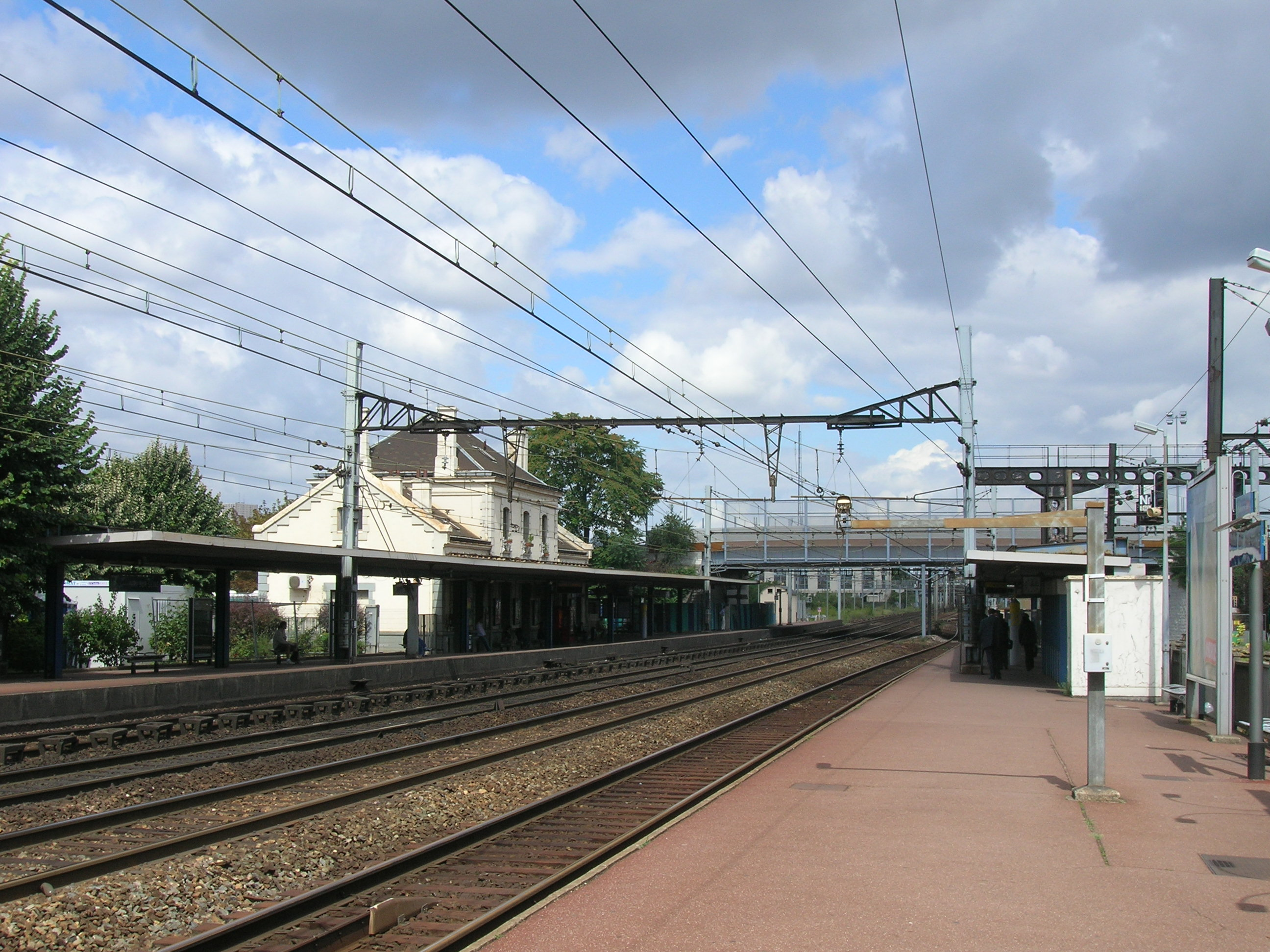
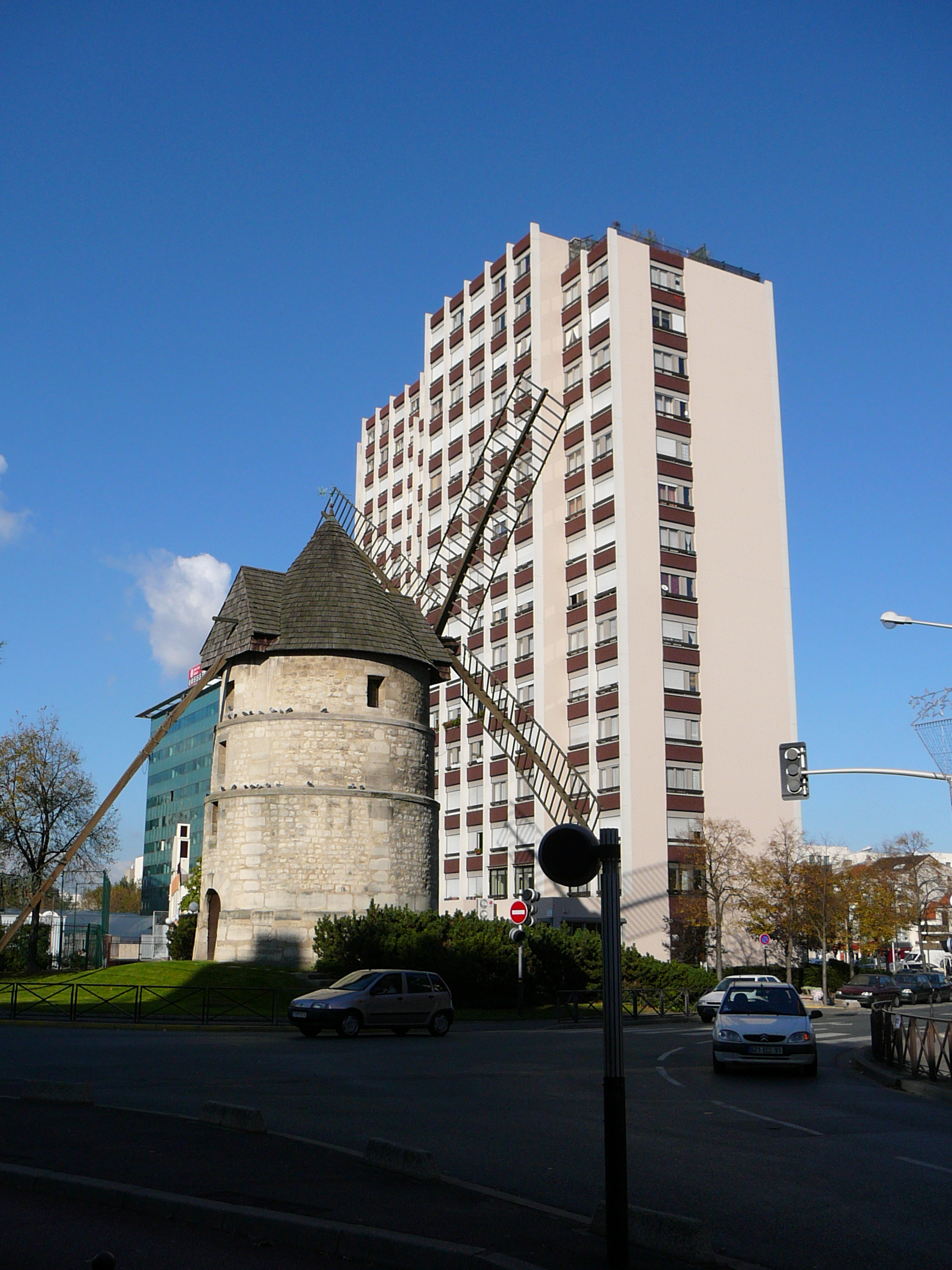
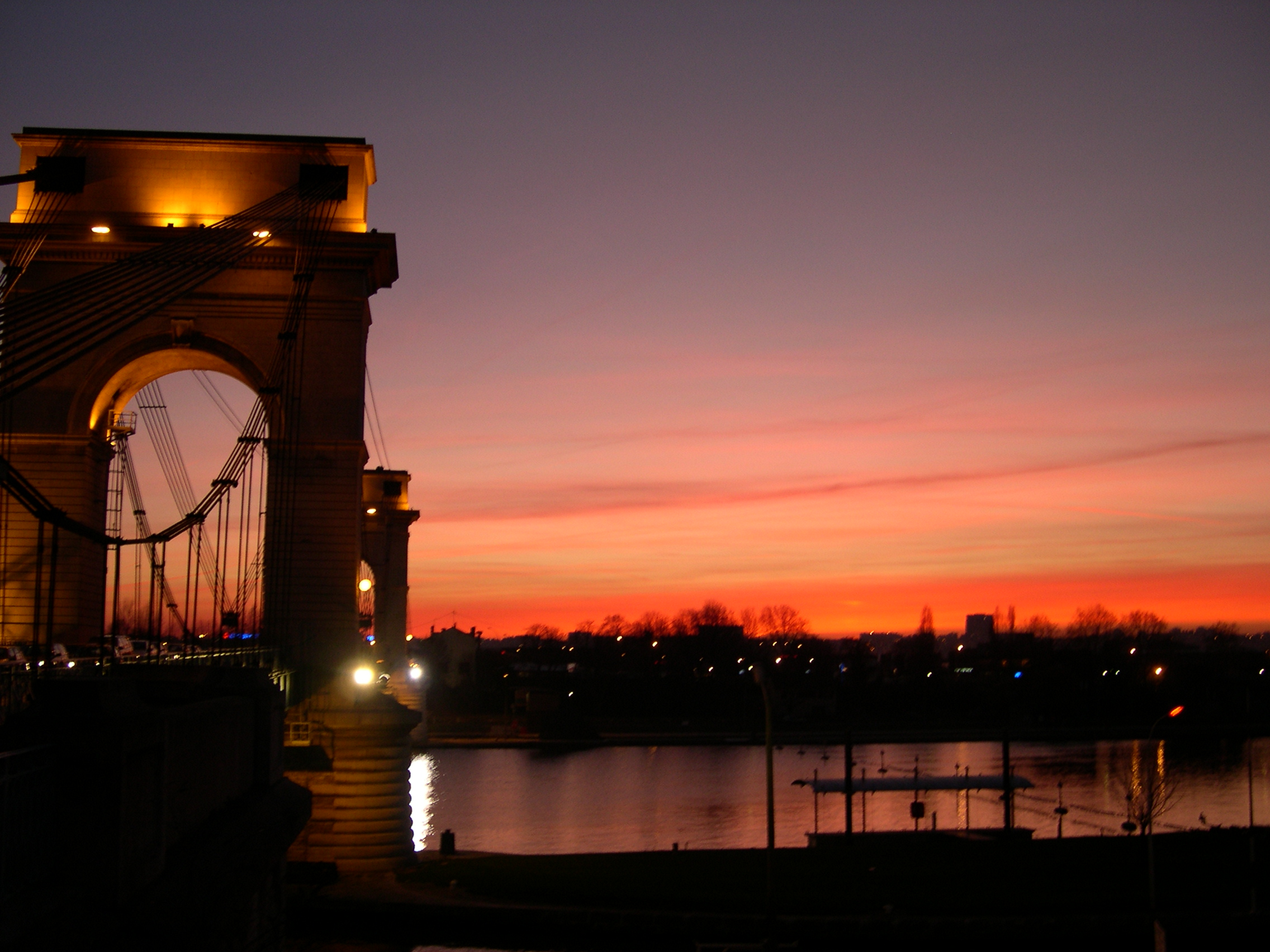
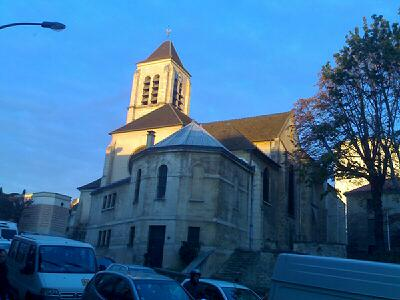